# Тимофей (Бакакос)
Епи́скоп Тимофе́й (англ. Bishop Timothy G. Bakakos; род. октябрь 1952, Чикаго, Иллинойс) — архиерей Американской архиепископии Константинопольской православной церкви, епископ Гексамилионский (с 2020), викарий Чикагской митрополии.

## Биография
Родился в октябре 1952 года в Чикаго (был в семье вторым из четырёх братьев). В детском и подростковом возрасте посещал Успенскую церковь в Чикаго, где учился в воскресной школе, а также прислуживал в алтаре.
Окончил старшую школу Мэн-Саут, а в сентябре 1970 года поступил в Греческий колледж Святого Креста. В 1972 году был направлен в Грецию, где в течение года занимался в колледже и слушал лекции в Афинском университете. В 1973 году вернулся в США и продолжил обучение колледже Святого Креста, по окончании которого в 1975 году получил степень бакалавра наук, а в 1978 году — степень Master of Divinity.
14 сентября 1980 года епископом Апамейским Иаковом (Гарматисом) с Свято-Троицком храме в Чикаго был рукоположен в сан диакона, а 5 октября в Успенской церкви Чикаго — в сан пресвитера. В 1984 году возведён в достоинство архимандрита.
17 августа 2019 года митрополит Чикагский Нафанаил (Симеонидис) назначил его протосинкеллом Чикагской митрополии (с 1 сентября 2019 года).
6 октября 2020 года Священным синодом Константинопольской православной церкви был избран для рукоположения в сан епископа Гексамилионского (2020), викария Чикагской митрополии.